# Musée du Vin (Paris)
Pour les articles homonymes, voir Musée de la vigne et du vin.
 (mai 2022).
Si vous disposez d'ouvrages ou d'articles de référence ou si vous connaissez des sites web de qualité traitant du thème abordé ici, merci de compléter l'article en donnant les références utiles à sa vérifiabilité et en les liant à la section « Notes et références ».
Le musée du Vin est un musée situé 5, square Charles-Dickens, rue des Eaux, dans le 16e arrondissement de Paris. Il témoigne de la richesse et de la diversité du patrimoine français à travers une exposition d'outils et d'objets se rapportant aux travaux de la vigne et du vin.

## Histoire
Autrefois, la colline où serpentent les galeries du musée du Vin était recouverte par l’immense forêt de Rouvray. Vers le VIe siècle se développe sur les hauteurs de Chaillot le village de Nigeon, avec ses cultures, vignes et carrières.
À partir de 1493, saint François de Paule, ermite italien, crée l’ordre des Minimes. Le domaine de cette communauté s’étend alors jusqu’à l’actuelle rue des Eaux. L’édification de l’abbaye de Passy commence. Les moines cultivent quelques arpents dans un clos, dont la rue Vineuse et la rue des Vignes rappellent aujourd'hui l’existence. Dans l’épaisseur de la colline, dans les carrières existantes, ils aménagent les celliers de l’abbaye.
La rue des Eaux est ouverte au XVIIe siècle. Son nom évoque les sources d’eaux minérales découvertes à cet endroit et en grande vogue jusqu'en 1785. Aujourd'hui encore, les visiteurs peuvent observer un puits éclair à margelle carrée[source secondaire souhaitée].
Lors de la Révolution, en 1790, les ordres religieux sont supprimés, ce qui met fin à la vie de l’abbaye, qui sera progressivement détruite.
Le musée du Vin ouvre au public en 1984[source insuffisante].
Il abrite Le M, un restaurant ouvert en 2023[source insuffisante].

## Descriptif du lieu
Le musée du Vin est implanté dans d’anciennes carrières du Moyen Âge, qui ont servi de celliers à partir du XVe siècle,. Les frères du couvent des Minimes (Passy) produisaient alors un vin apprécié du roi Louis XIII, à partir des récoltes viticoles du flanc des coteaux de la Seine.
Le musée du Vin est d'abord la propriété du Conseil des échansons de France. Il est ensuite racheté par des investisseurs en vue de développer l'activité de restauration.

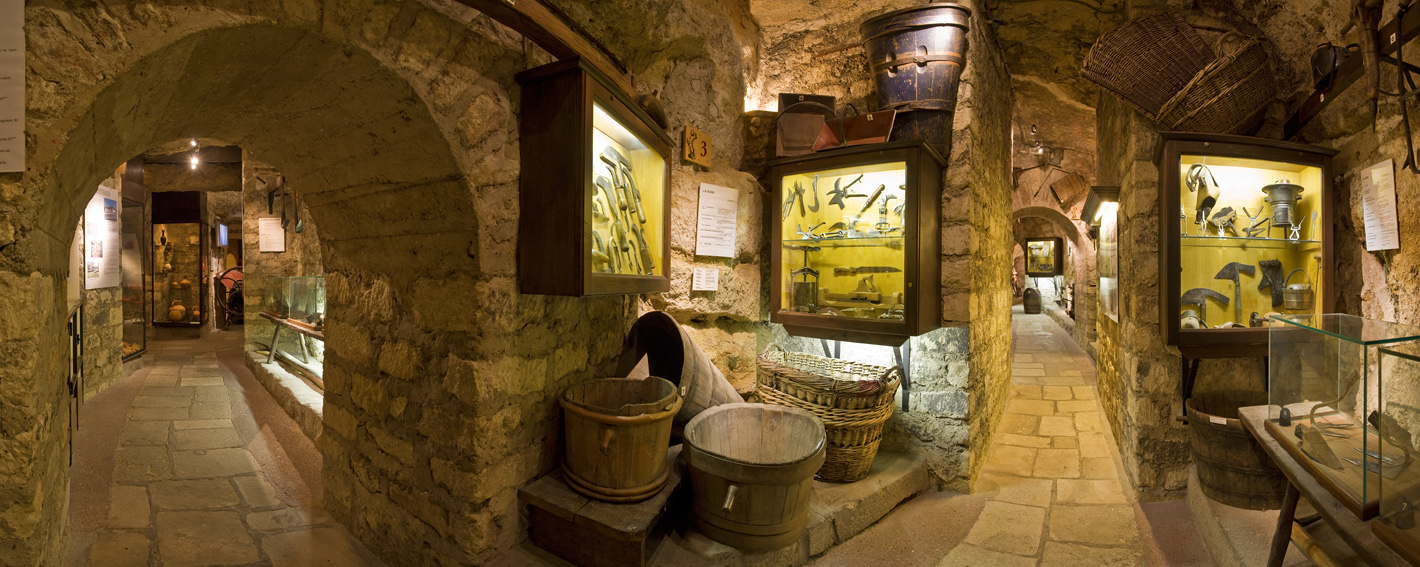
Vue panoramique du musée du vin.
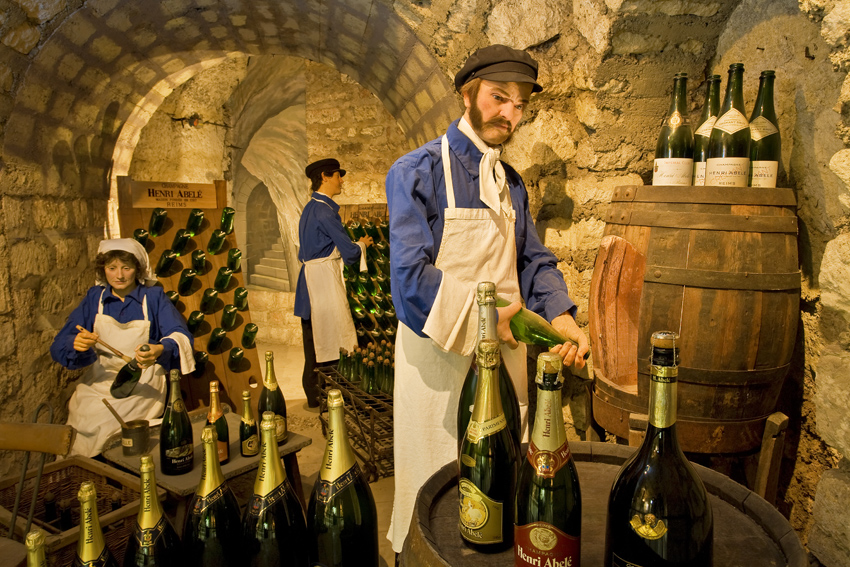
Scène du musée du Vin : méthode champagne.

## Particularité
Réhabilités après 1950, les anciens celliers du couvent des Minimes servirent un temps de caves au restaurant de la tour Eiffel, avant de devenir le musée du Vin, propriété depuis 1984 du Conseil des échansons de France. Elle organise en France, à l’étranger et dans ce musée, des manifestations et anime le musée en offrant au public, sur les thèmes de la vigne et du vin, un éventail d’activités culturelles, ainsi que la visite des galeries où sont exposées la collection du musée sous la butte de Passy.

## Collection
Une collection de 2000 pièces est présentée sur les outils de culture de la vigne, de vinification et de dégustation du vin, dans une mise en scène illustrée avec des personnages de cire. 

## Activité commerciale

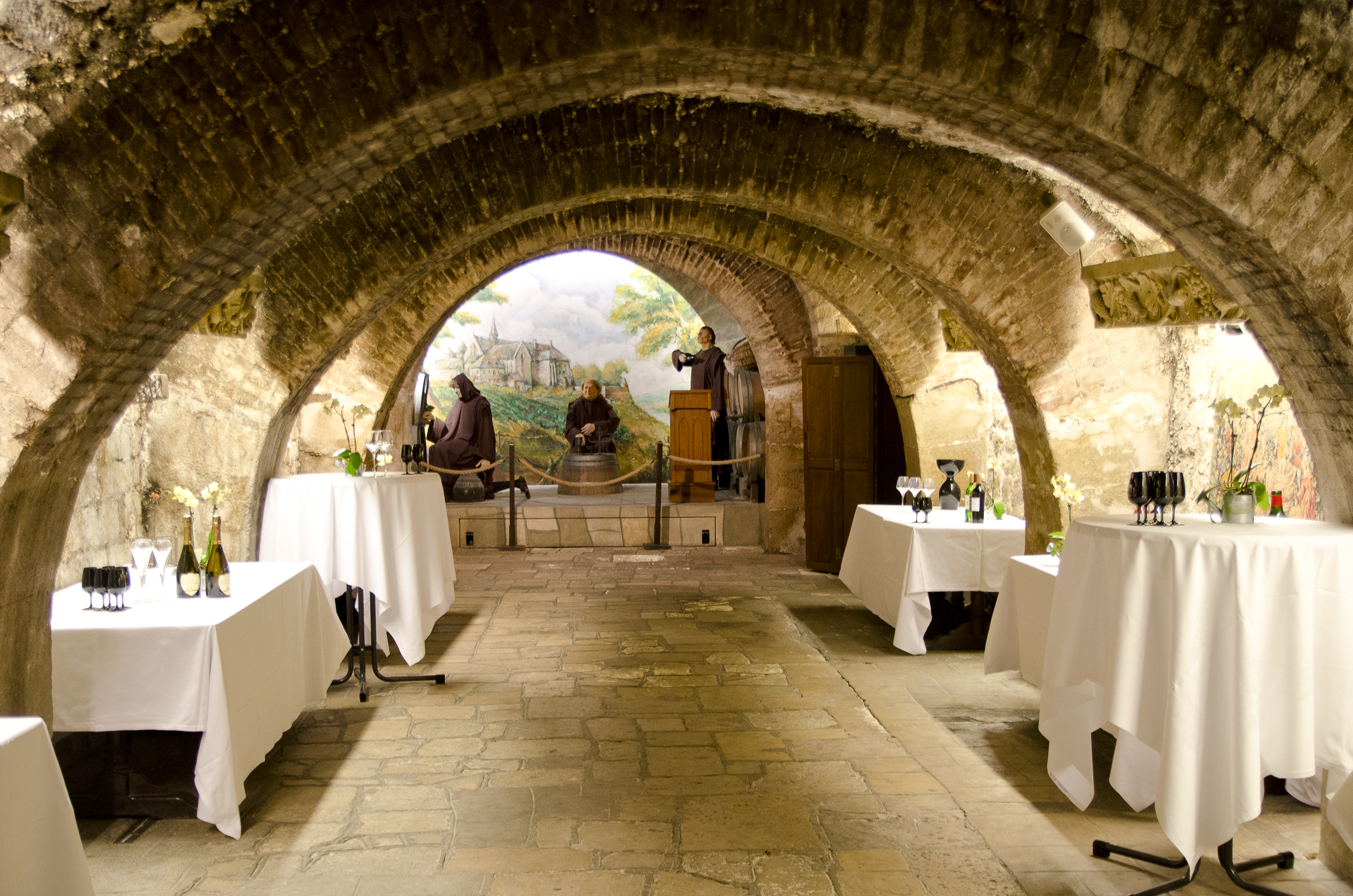
Cave voûtée servant aux événements.

Le musée complète son activité par de la restauration et l'organisation d'événements.